# 艣

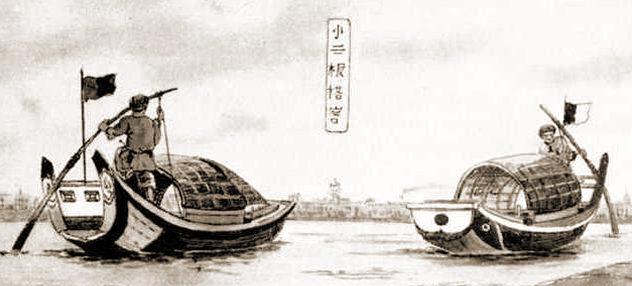
搖櫓來推進的舢舨。

橹，异体字作艪或艣，是一种使船前进的工具，比桨长而大，安在船尾或船旁，用人摇使船前进。橹與槳的差別在於橹用作時一端不出水面。
艪在古代的发明是模仿鱼的尾巴，安装在船尾，左右摆动可使舟船像鱼儿摆尾那样前进。也是模仿鱼的鳍，安在船边可以像鱼鳍那样划动。

## 参看
- 桨